# Język narodowy
Język narodowy – język będący środkiem komunikacji wśród przedstawicieli określonego narodu, uważany za podstawowy wyznacznik jego tożsamości.
W Europie powszechny jest pogląd o bliskim związku języka z tożsamością narodową. Język narodowy podkreśla odrębność jednego narodu od drugiego, pełniąc funkcję symboliczną; z kolei język urzędowy (często, choć nie zawsze, tożsamy z językiem narodowym) służy celom utylitarnym.

## Stratyfikacja językowa
Język narodowy nie stanowi jednorodnej całości; charakteryzuje się zróżnicowaniem terytorialnym i społecznym. Wśród jego odmian (wariantów) szczególną rolę odgrywa odmiana prestiżowa (język standardowy), która pełni funkcję jednoczącą i reprezentatywną. Funkcję języka standardowego pełni taki dialekt, który został wybrany i skodyfikowany do użytku w administracji, mediach i edukacji, zazwyczaj pod wpływem rozstrzygnięć politycznych i geograficznych. Powstanie języka standardowego, o charakterze ogólnonarodowym i unifikacyjnym, sprzyja procesom konwergencji, polegającym na redukcji zróżnicowania wewnętrznego.
W stratyfikacji języka narodowego wyróżnia się dwa skrajne elementy: język standardowy (ogólny) i dialekty lokalne. Między nimi występuje szereg różnic, dotyczących ich rozprzestrzenienia geograficznego (standard to odmiana ogólnonarodowa) i funkcji społecznych (odmiana lokalna jest ograniczona funkcjonalnie; z kolei standard obsługuje wiele funkcji). Wyróżnia się również odmiany niestrukturalne, będące zbiorami specyficznych jednostek leksykalnych (np. slangi), a także odmiany pośrednie między standardem a dialektami lokalnymi.